# Alameda del Boulevard
La alameda del Boulevard es una vía pública de la ciudad española de San Sebastián.

## Descripción
La vía nace de la calle de la República Argentina, junto al puente del Kursaal, y discurre hasta llegar a la calle de Hernani. Es paralela en el primer tramo a la de la Reina Regente, y tiene cruces con la confluencia de la de Aldamar con la de Oquendo y las calles de Legazpi, de Elcano y de Garibai. Si bien obtuvo el título de «paseo de la Alameda» en 1866, ya desde el principio se asentó entre los easonenses el nombre de «alameda del Boulevard», que acabaría siendo el oficial. Aparece descrita en Las calles de San Sebastián (1916) de Serapio Múgica Zufiria con las siguientes palabras:

Paseo de la Alameda.—Después del derribo de las murallas, se aprobó el plan de ensanche de la ciudad en Octubre de 1864. Pocos meses después, varios vecinos solicitaron del Ayuntamiento la reforma de dicho plano para formar un paseo en la parte que servía de enlace a la parte nueva con la población vieja. Esta innovación causó porfiadas discusiones en el vecindario, opinando algunos que así debía hacerse, y otros que debía desecharse el nuevo proyecto. Después de varios acuerdos del Ayuntamiento y mayores contribuyentes, se dispuso por R. O. de 2 de Junio de 1866, que se aprobase la variación solicitada, que establecía una Alameda entre la Plaza Vieja, hoy de la Alameda, y el muro de la Zurriola. En su virtud se le tituló «Paseo de la Alameda» por acuerdo de 12 de Septiembre de 1866. Al arreglar la Calle del Pozo en 1900, se estrechó este paseo, como se deja dicho. La voz Alameda, no hay duda que en su origen significaba un campo en donde hubiera plantaciones de Alamos, pero con el tiempo se ha ampliado su significado de tal modo, que hoy se llama Alameda a todo paseo con árboles, sean estos Alamos o no. Tal sucede con este paseo, en el cual los primeros árboles que se plantaron, fueron Olmos y no Alamos. Algo de esto pudiéramos decir también de su otro nombre Boulevard, que aunque no es oficial, se halla muy en uso, el cual habiendo significado bastión, baluarte, se emplea hoy como sinónimo de Paseo.
(Múgica Zufiria, 1916, p. 176)